# Кінний спорт на літніх Олімпійських іграх 2012 — командний конкур
Змагання з командного конкуру на літніх Олімпійських іграх 2012 відбулися у Гринвіцькому парку в період з 4 серпня по 6 серпня.
Для визначення чемпіона знадобилася додаткова перестрибка між командами Великої Британії та Нідерландів, переможцями якої стали господарі Олімпійських ігор. Золоті нагороди у складі британців отримали Скотт Бреш на Hello Sanctos, Пітер Чарльз на Vindicat, Бен Маєр на Tripple X, а також Нік Скелтон та Big Star. Нідерландську команду представляли Марк Гаутзагер на Tamino, Герко Схредер на коні на ім'я London, Майкел ван дер Влетен на Verdi та Юр Врілінг на Bubalu. Третє місце зайняла збірна Саудівської Аравії (Рамзі Аль-Духамі / Bayard van de Villa There, принц Абдулла бін Мутаїб / Davos, Камаль Бахамдан / Delphi та Абдулла Аль-Шарбатлі / Sultan).
Представники Саудівської Аравії, виборовши «бронзу» у командному конкурі, отримали свою другу в історії нагороду у кінному спорті та третю в усіх видах спорту на Олімпійських іграх.
Серед цікавих фактів слід відмітити те, що канадський вершник Аєн Міллар встановив новий рекорд за кількістю проведених Олімпіад. Ігри у Лондоні стали для нього десятими у кар'єрі. Першими Іграми Міллара була Олімпіада 1972 у Мюнхені, проте єдину свою срібну нагороду він здобув лише у 2008 році в Пекіні.

## Формат змагань
Командні змагання проводяться одночасно з індивідуальними, тож вершники конкурують одночасно і за особисті нагороди. Перший раунд командних змагань збігається з другим раундом індивідуальних. За його результатами визначається провідна вісімка команд, що продовжують боротьбу на наступному етапі (який проходить паралельно з третім раундом особистих змагань). Командна класифікація визначається додаванням штрафних балів, набраних трьома найкращими вершниками команди. Збірні нагороджуються медалями на основі суми балів за обидва етапи командних змагань.

## Розклад змагань
Час початку змагань вказано за літнім київським часом (UTC+3)
| Дата                     | Час   | Раунд             |
| ------------------------ | ----- | ----------------- |
| Субота, 4 серпня 2012    | 12:30 | Кваліфікація      |
| Неділя, 5 серпня 2012    | 13:00 | Командний раунд 1 |
| Понеділок, 6 серпня 2012 | 16:00 | Командний раунд 2 |
| Понеділок, 6 серпня 2012 | 18:37 | Перестрибка       |

## Результати
Окрім двох раундів командних змагань, що збігалися з етапами індивідуальної першості, довелося провести додаткову перестрибку між командами Великої Британії та Нідерландів, завдяки якій і було визначено переможця Олімпійських ігор 2012.
| Місце | Команда                                                                                                  | Команда                                                                     | Раунд 1   | Раунд 1 | Раунд 2    | Раунд 2    | Загальний штраф | Перестрибка | Перестрибка | Перестрибка             |
| Місце | Команда                                                                                                  | Команда                                                                     | Штраф     | Штраф   | Штраф      | Штраф      | Загальний штраф | Штраф       | Штраф       | Час                     |
| Місце | Вершники                                                                                                 | Коні                                                                        | Інд.      | Ком.    | Інд.       | Ком.       | Загальний штраф | Інд.        | Ком.        | Час                     |
| ----- | --- | --------------------------------------------------------------------------- | --------- | ------- | ---------- | ---------- | --------------- | ----------- | ----------- | ----------------------- |
| 1     | Велика Британія - Скотт Бреш - Пітер Чарльз - Бен Маєр - Нік Скелтон                                     | Hello Sanctos Vindicat Tripple X Big Star                                   | 4 8 0     | 4       | 0 5 4 0    | 4          | 8               | 4 0         | 0           | 48.01 61.27 48.14 47.27 |
| 2     | Нідерланди - Марк Гаутзагер - Герко Схредер - Майкел ван дер Влетен - Юр Врілінг                         | Tamino London Verdi Bubalu                                                  | 0 4 0 8   | 4       | 0 4 0 8    | 4          | 8               | 4 - 8 0     | 4           | 52.40 - 48.18 48.54     |
| 3     | Саудівська Аравія - Рамзі Аль-Духамі - принц Абдулла бін Мутаїб - Камаль Бахамдан - Абдулла Аль-Шарбатлі | Bayard van de Villa There Davos Delphi Sultan                               | 0 1 4     | 1       | 4 5 6      | 13         | 14              | N/A         | N/A         | N/A                     |
| 4     | Швейцарія - Пауль Естерманн - Стів Ґерда - Вернер Муфф - Піус Швіцер                                     | Castlefield Eclipse Nino des Buissonets Kiamon Carlina IV                   | 0 4 0     | 4       | 8 4 12 0   | 12         | 16              | N/A         | N/A         | N/A                     |
| 5     | Канада - Тіффані Фостер - Джілл Генселвуд - Ерік Ламаз - Аєн Міллар                                      | Victor George Derly Chin de Muze Star Power                                 | DSQ 4 1 0 | 5       | DSQ 9 8 4  | 21         | 26              | N/A         | N/A         | N/A                     |
| =6    | Швеція - Рольф-Єран Бенґтссон - Лісен Братт Фредріксон - Єнс Фредріксон - Генрік фон Екерманн            | Casall Matrix Lunatic Allerdings                                            | 0 4 8 0   | 4       | 8 12 4 16  | 24         | 28              | N/A         | N/A         | N/A                     |
| =6    | США - Річард Феллерс - Рід Кесслер - Бізі Медден - Маклейн Ворд                                          | Flexible Cylana Via Volo Antares                                            | 0 8 4     | 8       | 8 12 4 8   | 20         | 28              | N/A         | N/A         | N/A                     |
| 8     | Бразилія - Альваро де Міранда Нето - Карлос Мотта Рібас - Родріго Пессоа - Жозе Роберто Фернандеш        | Rahmannshof's Bogen Wilexo Rebozo Maestro St Lois                           | 0 - 4     | 8       | 8 - 5 46   | 59         | 67              | N/A         | N/A         | N/A                     |
| 9     | Мексика - Хайме Аскаррага - Федеріко Фернандес - Альберто Мічан - Ніколас Пісарро                        | Gangster Victoria Rosalia La Silla Crossing Jordan                          | 12 6 0 4  | 10      | Не пройшли | Не пройшли | Не пройшли      | N/A         | N/A         | N/A                     |
| =10   | Австралія - Джулія Харгрівз - Джеймс Патерсон-Робінсон - Едвіна Топс-Александер - Метт Вільямс           | Vedor Lanosso Itot du Chateau Watch Me                                      | 8 4 0 12  | 12      | Не пройшли | Не пройшли | Не пройшли      | N/A         | N/A         | N/A                     |
| =10   | Німеччина - Крістіан Альманн - Маркус Енінг - Янне Фрідерік Майєр - Мередіт Міхаельс-Беербаум            | Codex One Plot Blue Lambrasco Bella Donna                                   | 4 8       | 12      | Не пройшли | Не пройшли | Не пройшли      | N/A         | N/A         | N/A                     |
| 12    | Франція - Сімон Делестр - Олів'є Гійон - Пенелопа Лепревос - Кевін Стаут                                 | Napoli du Ry Lord de Theize Mylord Carthago Silvana                         | 6 4 8 4   | 14      | Не пройшли | Не пройшли | Не пройшли      | N/A         | N/A         | N/A                     |
| 13    | Бельгія - Дірк Демерсман - Йос Лансінк - Філіпп Ле Жьон - Грегорі Вателет                                | Bufero van Het Panishof Valentina Van 't Heike Vigo d'Arsouilles Cadjanne Z | 8 4 8 4   | 16      | Не пройшли | Не пройшли | Не пройшли      | N/A         | N/A         | N/A                     |
| 14    | Україна - Бйорн Нагель - Катарина Оффель - Олександр Онищенко - Кассіо Ріветті                           | Niack de l'Abbaye Vivant Comte d'Arsouilles Temple Road                     | 4 12 23 5 | 21      | Не пройшли | Не пройшли | Не пройшли      | N/A         | N/A         | N/A                     |
| 15    | Чилі - Родріго Карраско - Томас Куве Корреа - Карлос Мільталер - Самуель Парот                           | Or de la Charboniere Underwraps Hyo Altanero Al Calypso                     | 17 5 8 9  | 22      | Не пройшли | Не пройшли | Не пройшли      | N/A         | N/A         | N/A                     |